# Expedició d'Irlanda (1796)
L'Expedició d'Irlanda de 1796 va ser un intent avortat d'invasió d'Irlanda en suport a la resistència nacionalista irlandesa per les tropes revolucionàries.

## Context
Theobald Wolfe Tone, el cap dels United Irishmen, mantenia un conflicte amb Anglaterra i li va demanar suport militar a França. Responent a les seves demandes, el general Lazare Hoche va dissenyar un projecte d'expedició a Irlanda, un desembarcament de l'exèrcit francès l'any 1796 a les costes irlandeses. El 16 de desembre del 1796 45 vaixells transportant 13.400 homes (tot i que altres fonts diuen que s'apropaven més als 15.000) salpaven del port de Brest.

## Desenvolupament
L'almirall Justin Bonaventure Morard de Galles, acompanyat del cap de divisió Étienne Eustache Bruix, va dirigir la primera de les divisions encarregades del desembarcament. Després d'haver esquivat les naus de la Royal Navy van arribar a la badia de Bantry, el 21 de desembre, però un cop arribats allà, uns forts vents de l'est, els continus canvis de rumb i la pèrdua del vaixell Fraternité amb Morard i Hoche a bord a causa de la boira, van fer que l'expedició francesa es veiés obligada a retirar-se davant la decepció de Wolfe Tone.

## El nacionalisme irlandès i la França Revolucionària
Durant totes les guerres revolucionàries molts patriotes irlandesos van lluitar sota la bandera francesa, alguns dels seus noms encara estan gravats a l'Arc de Triomf de París.

## Galeria d'imatges

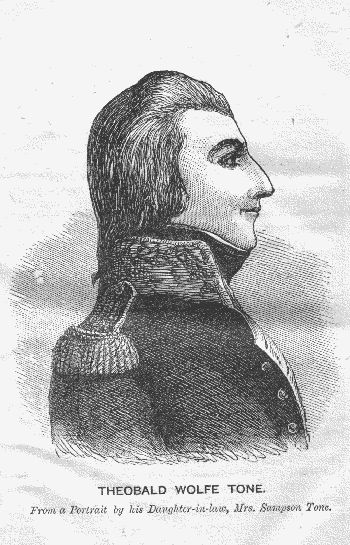
Theobald Wolfe Tone
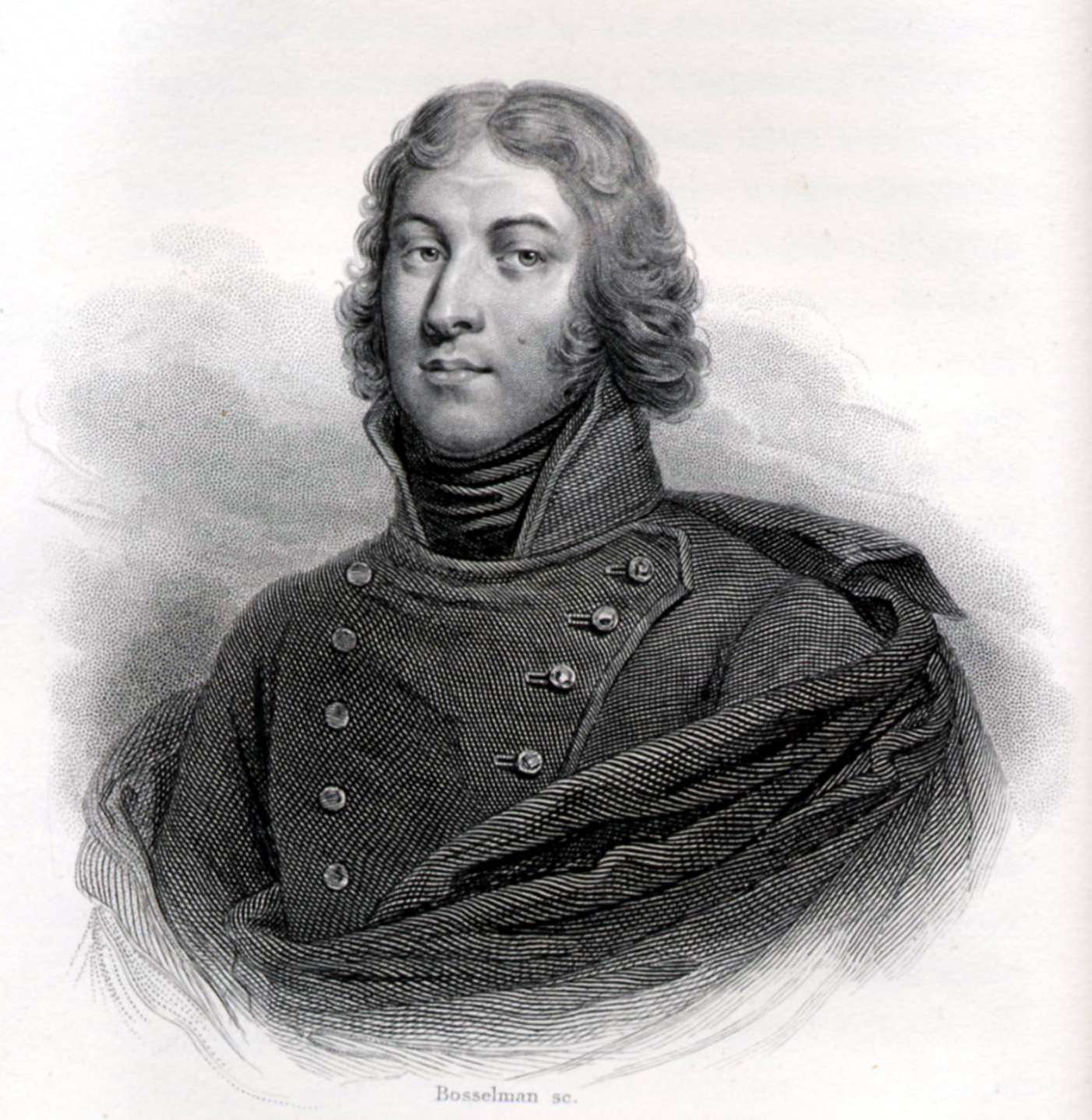
Lazare Hoche